# Cosco Busan-olieramp
De Cosco Busan-olieramp vond plaats op 7 november 2007 omstreeks half negen 's ochtends (UTC−8) tussen San Francisco en Oakland, Californië.

## Verloop
Het containerschip Cosco Busan had in dichte mist een aanvaring met de deltatoren van de San Francisco-Oakland Bay Bridge. Deze aanvaring resulteerde in een lek waarbij 202.780 liter stookolie in de Baai van San Francisco terechtkwam.
Het onderzoek wees uit dat de loods John Cota onder invloed van medicijnen was tijdens het loodsen van de Cosco Busan. Door deze medicatie was hij niet in staat de radar en elektronische navigatiekaarten correct te gebruiken, ook al had de scheepsverkeersleiding van de Amerikaanse kustwacht de loods ervoor gewaarschuwd dat hij op de brug afkoerste. Cota kreeg voor zijn rol in het ongeluk een veroordeling van 10 maanden in een federale gevangenis.
De gouverneur van Californië, Arnold Schwarzenegger, kondigde de noodtoestand af na beraad met federale, staats- en plaatselijke ambtenaren over de opruiming. Door deze afkondiging kwamen extra personeel, fondsen en apparatuur ter beschikking voor het evalueren en herstellen van de schade aan het milieu.

## Oorzaken
De National Transportation Safety Board stelde de volgende oorzaken vast:
1. De verminderde cognitieve vermogens van de loods door het gebruik van medicatie, dit ondanks een negatieve bloedtest na het ongeval.
2. Er was voor het vertrek geen uitgebreide bespreking geweest tussen de loods John Cota en de kapitein Mao Cai Sun over de af te leggen route en er was een gebrek aan effectieve communicatie tijdens de reis.
3. Het gebrek aan toezicht van kapitein Sun op Cota's loodsvaardigheden en de voortgang van het schip.

Andere factoren:
1. Slecht opgeleide bemanning, nalatigheid (de persoon die uitkijk moest houden zat te eten in de keuken).
2. Nalatigheid van het California Department of Transportation bij het onderhoud van de misthoorns op de brug, die tijdens de dikke mist niet actief waren.
3. De scheepsverkeersleiding liet na Sun en Cota te waarschuwen voor hun gevaarlijke koers.
4. Een defect aan de radar aan boord van het schip, waardoor de kapiteins alleen gebruik konden maken van de elektronische kaarten. De Amerikaanse kustwacht trof echter enkele dagen na het ongeval een functionerende radar aan.
5. Kapitein Sun kon bepaalde symbolen op zijn elektronische kaart niet correct identificeren.
6. Gebrek aan toezicht van de kustwacht op Cota's medisch dossier en medicatie.

## Gevolgen voor de baai
Het getij in de baai veroorzaakte een snelle verspreiding van de olie. Hierdoor raakte een groot deel van de noordkust van Californië sterk vervuild, zoals Golden Gate National Recreation Area en Ocean Beach.
Meer dan 50 openbare stranden werden gesloten, op 14 december waren alle stranden tot en met het zuidelijke Pacifica gesloten. De overheidsinstellingen verantwoordelijk voor de schoonmaak en berging concentreerden zich vooral op de oostelijke baai en Rodeo Beach, omdat die het hardst getroffen waren. Rodeo Beach en Albany Beach waren het laatst klaar.

## Nasleep
Op 21 december 2007 vertrok de Cosco Busan opnieuw vanuit San Francisco Bay naar Busan in Zuid-Korea met een nieuwe bemanning en onder de nieuwe naam Hanjin Venezia.
De herstelwerkzaamheden aan de brug kostten 1,5 miljoen dollar. Die klus was drie weken voor de streefdatum geklaard en voor 500.000 dollar minder dan was begroot.